# Тейлор (округ, Флорида)
Шаблон:StateAbbr_ 30°01′ пн. ш. 83°37′ зх. д. / 30.02° пн. ш. 83.62° зх. д.
Округ Тейлор (англ. Taylor County) — округ (графство) у штаті Флорида, США. Ідентифікатор округу 12123.

## Історія
Округ утворений 1856 року.

## Демографія
За даними перепису 2000 року загальне населення округу становило 19256 осіб, зокрема міського населення було 6565, а сільського — 12691. Серед мешканців округу чоловіків було 9833, а жінок — 9423. В окрузі було 7176 домогосподарств, 5129 родин, які мешкали в 9646 будинках. Середній розмір родини становив 2,95.
Віковий розподіл населення поданий у таблиці:
| Стать    | До 15 років | 15-21 | 22-29 | 30-39 | 40-49 | 50-65 | 65-85 | Понад 85 |
| -------- | ----------- | ----- | ----- | ----- | ----- | ----- | ----- | -------- |
| Чоловіки | 1969        | 925   | 1075  | 1496  | 1522  | 1666  | 1093  | 87       |
| Жінки    | 1896        | 879   | 856   | 1201  | 1372  | 1691  | 1329  | 199      |

## Суміжні округи
- Медісон — північ
- Лафаєтт — схід
- Діксі — південний схід
- Джефферсон — північний захід

## Виноски
1. ↑  U.S. Decennial Census. United States Census Bureau. Процитовано 16 червня 2014.
2. ↑  Historical Census Browser. University of Virginia Library. Архів оригіналу за 11 серпня 2012. Процитовано 16 червня 2014.
3. ↑  Population of Counties by Decennial Census: 1900 to 1990. United States Census Bureau. Процитовано 16 червня 2014.
4. ↑  Census 2000 PHC-T-4. Ranking Tables for Counties: 1990 and 2000 (PDF). United States Census Bureau. Процитовано 16 червня 2014.
5. ↑  State & County QuickFacts. United States Census Bureau. Архів оригіналу за 7 червня 2011. Процитовано 15 лютого 2014. [Архівовано 2011-06-07 у Wayback Machine.](англ.) Наведено за англійською вікіпедією.
6. ↑  American FactFinder. Бюро перепису населення США. Архів оригіналу за 26 лютого 2012. Процитовано 31 січня 2008. [Архівовано 2008-05-21 у Wayback Machine.]

| США | Це незавершена стаття з географії США. Ви можете допомогти проєкту, виправивши або дописавши її. |